# Potamotrygon henlei
La raya de dientes grandes (Potamotrygon henlei) es una especie de raya de río de la familia Potamotrygonidae.
Habita en las cuencas de los ríos Tocantins y Araguaia.

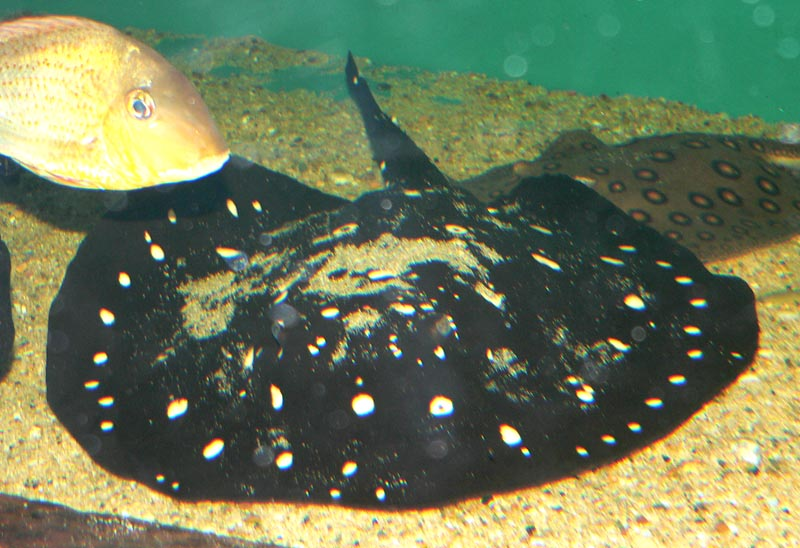
Potamotrygon henlei.

## Descripción
Esta raya es fácilmente confundida con Potamotrygon leopoldi, pero se diferencia por sus ocelos más pequeños en el borde del disco. Llega a alcanzar un diámetro de 70 cm.[cita requerida]